# اریوکروم بلک تی

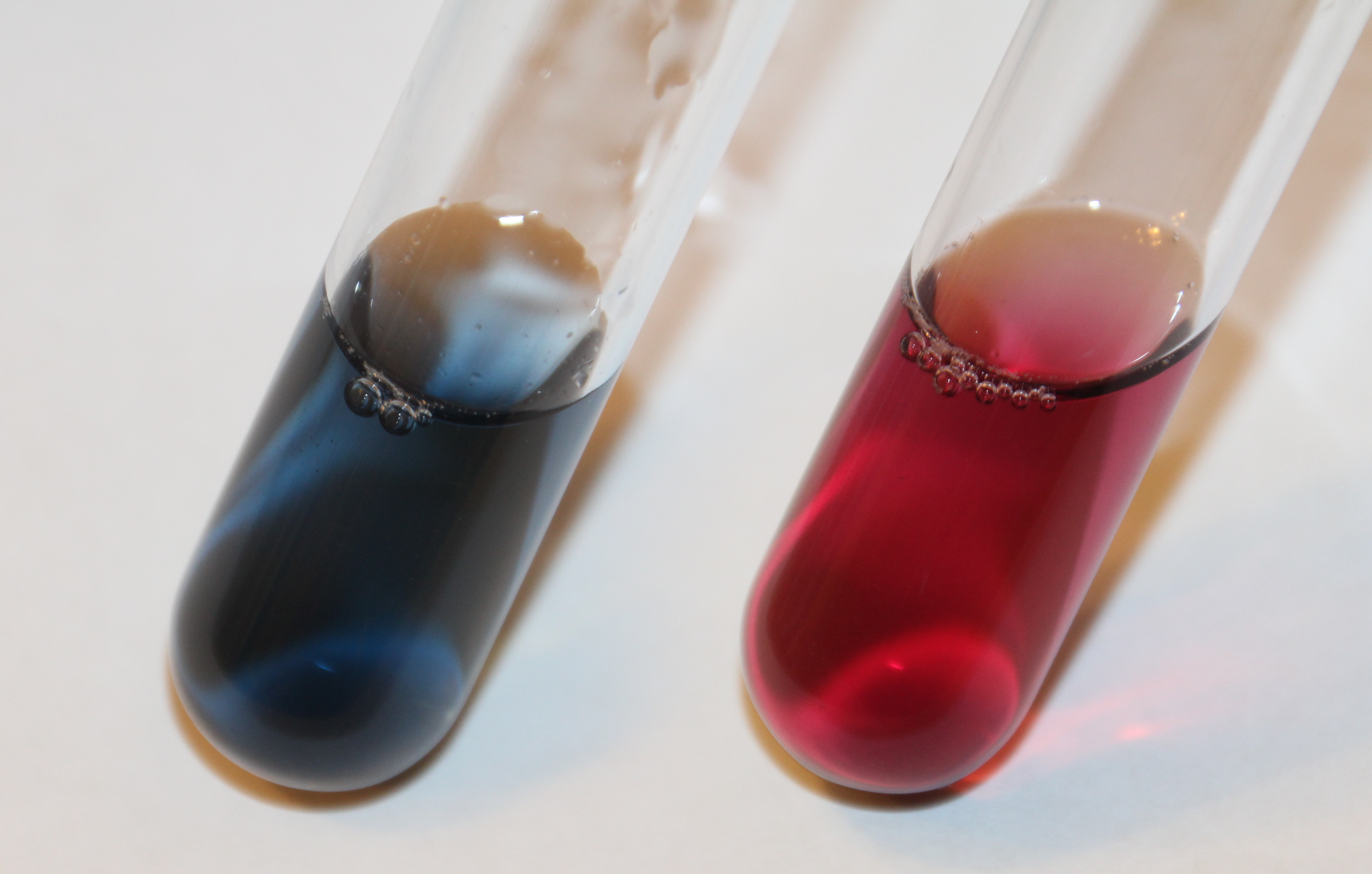
EBT در یک محلول بافر با پی‌هاش ۱۰ رنگ آبی دارد. با اضافه شدن یون Ca^{+2} به رنگ قرمز در می‌آید.

اریوکروم بلک تی (به انگلیسی: Eriochrome Black T) با فرمول شیمیایی C20H12N3O7SNa یک ترکیب شیمیایی است؛ که جرم مولی آن ۴۶۱٫۳۸۱ گرم بر مول می‌باشد. شکل ظاهری این ترکیب، پودر قهوه‌ای تیره است.